# Bataille de la Trebbia (218 av. J.-C.)
Pour les articles homonymes, voir Bataille de la Trebbia.
 (janvier 2012).
Si vous disposez d'ouvrages ou d'articles de référence ou si vous connaissez des sites web de qualité traitant du thème abordé ici, merci de compléter l'article en donnant les références utiles à sa vérifiabilité et en les liant à la section « Notes et références ».
Deuxième guerre punique
Batailles
219 av. J.-C. : Sagonte
218 av. J.-C. : Rhône, Cissa, Tessin, La Trébie
217 av. J.-C. : Victumulae, Plaisance, Èbre, Lac Trasimène, Geronium
216 av. J.-C. : Cannes, Selva Litana, Nola (1re)
215 av. J.-C. : Cornus, Dertosa, Nola (2e)
214 av. J.-C. : Nola (3e) 
 213 av. J.-C. : Syracuse
212 av. J.-C. : Capoue (1re), Silarus, Herdonia(1re)
 211 av. J.-C. : Bétis, Capoue (2e)
210 av. J.-C. : Herdonia (2e), Numistro
209 av. J.-C. : Asculum, Carthagène
208 av. J.-C. : Baecula
207 av. J.-C. : Grumentum, Métaure
206 av. J.-C. : Ilipa, Carthagène (2e) (ca)
204 av. J.-C. : Crotone
203 av. J.-C. : Utique, Grandes Plaines
202 av. J.-C. : Zama
La bataille de la Trébie  est une bataille de la deuxième guerre punique livrée en 218 avant J.-C. Elle voit la victoire des Carthaginois, commandés par Hannibal Barca, sur les Romains, commandés par Publius Cornelius Scipio grâce à une retraite feinte et un mouvement en tenaille.

## Contexte
Après sa défaite dans l'engagement du Tessin, Publius Cornelius Scipion s'est replié sur Placentia (Plaisance) où il attend le renfort de l'autre consul, Tiberius Sempronius Longus. Avant que ce dernier ne le rejoigne, à la mi-décembre 218, Scipion subit des défections parmi ses alliés gaulois qui désertent de nuit le camp de Plaisance pour rallier celui d'Hannibal après avoir tué dans leur sommeil de nombreux Romains. Le Carthaginois, naturellement, les accueille favorablement et les renvoie dans leurs nations pour en obtenir le ralliement à sa cause.
Scipion décide donc de quitter Plaisance pour une position plus sûre et il se replie sur une hauteur naturelle dominant la Trébie, un affluent du Pô. C'est là que, venant d'Ariminum (Rimini), l'autre consul, Sempronius, le rejoint. Scipion étant blessé, il se sent mieux placé pour prendre les initiatives. Il veut profiter de ce que Scipion est diminué pour être le seul bénéficiaire d'une victoire prochaine sur Hannibal dont il ne doute pas. Scipion souhaite au contraire que les troupes soient mises au repos et entraînées jusqu'au printemps, il estime que le temps joue pour Rome ; mais Sempronius ne veut pas attendre. Il envoie sa cavalerie et une troupe légère provoquer les Carthaginois. L'issue de l'engagement est indécise avec des pertes de deux côtés mais Sempronius l'interprète comme un succès parce qu'Hannibal, prudemment, a rappelé ses troupes. Grisé par cette « victoire » et Scipion étant toujours immobilisé, il veut absolument engager la bataille décisive. C'est aussi le souhait d'Hannibal qui veut maintenir la motivation de ses troupes et conforter les ralliements gaulois.
Entre le campement des deux armées coule un ruisseau aux rives profondes et couvertes de broussailles. Hannibal le remarque et dit à son frère Magon de choisir mille cavaliers et mille fantassins parmi les plus braves et de les embusquer là.

## Déroulement
À l'aube, Hannibal envoie sa cavalerie franchir la Trébie avec l'ordre de harceler les avant-postes puis de se replier derrière la rivière. Le plan réussit : Tiberius Sempronius Longus improvise aussitôt une sortie mal préparée. La cavalerie sort en premier suivie de l'infanterie en désordre. Sous la neige, les Romains traversent les eaux glaciales de la Trébie qui, gonflées par la pluie et la neige, leur arrivent jusqu'aux épaules. Ils en ressortent épuisés et frigorifiés, pouvant d'après Tite-Live à peine tenir leurs armes. En face, les Carthaginois s'étaient préparés à combattre dans le froid en se restaurant, en allumant des feux et en se couvrant d'huile .
Outre la troupe en embuscade de Magon, Hannibal a réparti ainsi ses forces : les frondeurs des Baléares en avant (8 000 hommes), l'infanterie au centre et deux ailes de 5 000 cavaliers, avec à leur tête les éléphants. Tiberius Sempronius Longus dispose ses troupes selon l'ordre romain habituel : l'infanterie (18 000 Romains et 20 000 alliés) au centre, sa cavalerie (6 000) sur les flancs.
Le combat débute par un affrontement entre la cavalerie numide qui attaque la cavalerie romaine, inférieure en nombre et en qualité. Celle-ci recule, laissant à découvert les flancs de l'infanterie romaine. Les Romains sont assaillis des deux côtés et subissent beaucoup de pertes. C'est alors que les Numides de Magon postés en embuscade « viennent se jeter sur les arrières de l'ennemi, au centre, provoquant une confusion et un désarroi extrêmes » (Polybe). Si les premières lignes romaines parviennent à forcer les Africains et les Gaulois placés en face d'eux et à se dégager, ces fantassins n'essaient pas de porter secours aux lignes arrières, ni même de regagner leur camp sous une pluie battante. Ils s'enfuient jusqu'à Plaisance, au nombre d'au moins dix mille, tandis que le reste de l'infanterie romaine est massacré par les éléphants et les cavaliers ennemis. Néanmoins, une partie de ces hommes et le gros de la cavalerie parvinrent à rejoindre le gros de l'infanterie en route pour Plaisance et à s'y réfugier avec elle.

## Conséquences

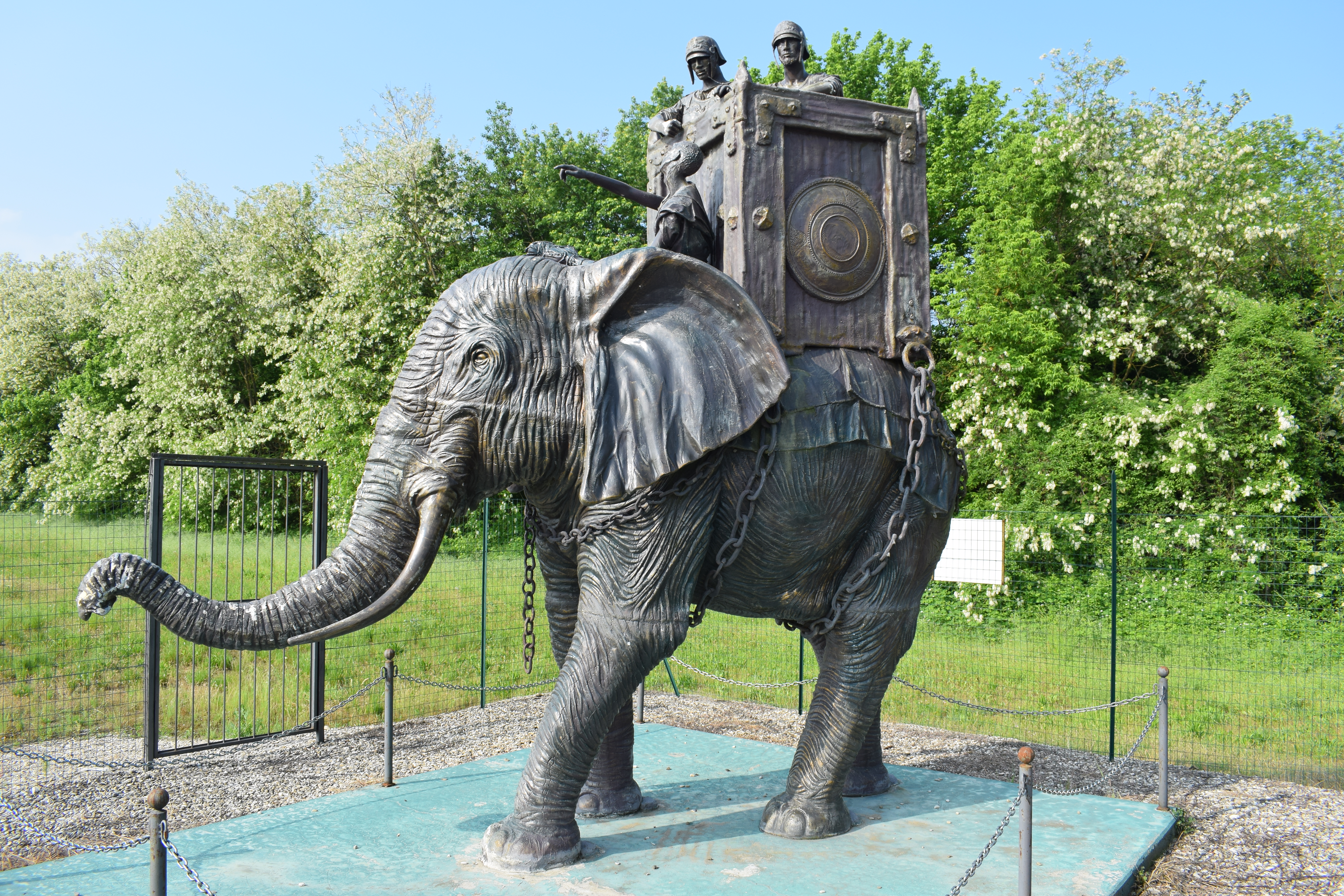
Mémorial érigé près du lieu de la bataille et représentant un des éléphants carthaginois

Les pertes carthaginoises sont relativement faibles mais dans la période qui suit tous les éléphants sauf un vont mourir de froid. Nombre d'hommes et de chevaux vont mourir aussi de leurs blessures. En effet, des pluies torrentielles se sont mises à tomber et l'armée d'Hannibal a besoin de repos.
Pour masquer sa défaite, Sempronius envoie à Rome le message qu'il y a eu une bataille mais que le mauvais temps l'a privé de la victoire. Ce mensonge est vite dissipé quand on apprend que l'armée romaine a abandonné le champ de bataille, abandonné son camp et que ses soldats en fuite se sont réfugiés à Plaisance. Le Sénat de Rome prend une conscience accrue de la gravité du danger que représente la présence d'Hannibal en Italie.